# Photophobie
La photophobie est une sensibilité accrue, voire une intolérance à la lumière. Lorsque l'individu qui en souffre regarde une source lumineuse, elle provoque des douleurs et des migraines avec une plus grande sensibilité qu'à une personne n'en souffrant pas. Par exemple, une personne photophobe peut avoir aussi « mal aux yeux et à la tête » en regardant un reflet de lampe qu'un autre qui regarderait un reflet de Soleil. Ce mal est donc dû à une sensation visuelle pénible produite par la lumière, parfois au cours de certaines maladies.

## Causes
- La conjonctivite et également la kératite sont deux inflammations de l'œil,  susceptibles d'être à l'origine d'une photophobie.
- Le port journalier de lentilles cornéennes dite "dures" peut induire une photophobie à la lumière du jour. Le port de verres teintés suffit généralement à soulager la personne de ce désagrément.
- La méningite, caractérisée par une inflammation des méninges (généralement infectieuse), peut également être à l'origine d'une photophobie.
- Le tétanos est souvent accompagné de photophobie.
- Les sujets atteints d'achromatopsie ont une très forte photophobie, accompagnée d'une baisse d'acuité visuelle en cas de forte luminosité (ce qui correspond au sens anglais de l'héméralopie). Cette photophobie et/ou un nystagmus sont souvent les premiers symptômes qui permettent de détecter l'achromatopsie chez les enfants, parfois dès l'âge de 6 mois.
- Certaines migraines sont accompagnées d'une photophobie, même chez les aveugles dont - à cause d'une dégénérescence des cellules en cône - le cerveau ne peut former d'image visuelle. 
Selon des travaux publiés en 2010 dans Nature, cela serait dû au cheminement des influx nerveux allant de certaines cellules de la rétine jusqu'au cortex optique, via le thalamus. Le thalamus abrite sur sa partie arrière des cellules activées (observées en imagerie du cerveau chez le rat) quand l'individu est exposé à la lumière. Le signal initial vient de cellules ganglionnaires de la rétine et tout particulièrement de celles qui sont intrinsèquement photosensibles. La zone de destination de ces influx est également activée en période de migraine, alors que la dure-mère crânienne transmet à d'autres parties du cerveau des signaux nociceptifs[1]. Les auteurs posent l'hypothèse que la photosensibilité de ces migraineux est induite par un circuit neuronal n'induisant pas la formation d'image, mais modulant l'activité des neurones dura-thalamo-corticaux sensibles à ce stimulus.
- La prise de certaines drogues fortes (telles que l'héroïne) peut à long terme  causer une photophobie.
- Certains médicaments, notamment à base de Tropicamide, peuvent provoquer une photophobie.
- Les personnes albinos peuvent souffrir de photophobie.
- Certaines personnes en situation d'autisme peuvent être sensibles aux stimuli lumineux.

## Dans le monde animal
Certains insectes fuient la lumière (insectes lucifuges) ; ils sont - comme les blattes - également dits « photophobes ».
Chez les bovins, la photophobie est un des symptômes de la fièvre catarrhale maligne.

## Personnalités
- l'empereur romain Numérien a été atteint d'une infection oculaire entrainant une photophobie peu avant sa mort, probablement par assassinat. Cette photophobie a servi de prétexte à Arrius Aper pour dissimuler la mort de Numérien, qui ne sortait plus de sa tente pour éviter la lumière du jour.